# Bosio
Bosio é uma comuna italiana da região do Piemonte, província de Alexandria, com cerca de 1 177 habitantes. Estende-se por uma área de 67,02 km², tendo uma densidade populacional de 18 hab/km². Faz fronteira com Campo Ligure (GE), Campomorone (GE), Casaleggio Boiro, Ceranesi (GE), Gavi, Genova (GE), Lerma, Masone (GE), Mele (GE), Mornese, Parodi Ligure, Rossiglione (GE), Tagliolo Monferrato, Voltaggio.

## Demografia
| Variação demográfica do município entre 1861 e 2011                               |
|                                                                                   |
| Fonte: Istituto Nazionale di Statistica (ISTAT) - Elaboração gráfica da Wikipedia |